# Craig Robinson
Craig Phillip Robinson (Chicago, Illinois, 25 de octubre de 1971) es un actor y comediante en vivo estadounidense. Es conocido por su personaje Darryl Philbin en la serie de NBC The Office, y por películas como Pineapple Express, Zack and Miri Make a Porno y Hot Tub Time Machine.

## Biografía
Robinson nació en Chicago. Ha aparecido en películas y programas de televisión. Antes de su carrera en el mundo del espectáculo, Craig fue profesor de música en la Horace Mann Elementary School de Chicago, Illinois. También enseñó música en la Henry Eggers Middle School en Hammond, Indiana. Asistió a la escuela secundaria en Whitney M. Young Magnet High. Recibió su licenciatura de la Universidad Estatal de Illinois y tiene un máster en Educación Musical por la Saint Xavier University.
El 29 de junio de 2008 fue arrestado por posesión de metanfetamina y éxtasis durante un control de tráfico rutinario en Culver City. En ese momento, Robinson ya estaba en libertad condicional derivada de un accidente por conducir ebrio en 2006. Se declaró culpable de un cargo de posesión de una sustancia controlada, y accedió a tomar clases de educación sobre las drogas.

## Carrera

### Actuación
Comenzó a hacer stand-up y tomar clases de improvisación y actuación en The Second City de Chicago.
A partir de 2005, Robinson personificó a Darryl Philbin en la versión estadounidense de The Office, y fue promovido a un papel estelar en la cuarta temporada. En noviembre de 2010, E! News informó que el personaje de Robinson podía ser elegido para reemplazar a Steve Carell (Michael Scott) como director de la sucursal.
Apareció en programas de televisión, incluyendo Arrested Development, Lucky, Brooklyn 99 como Doug Judy Friends, Halfway Home y Reno 911! y en el vídeo musical de la canción "Hump de Bump" de Red Hot Chili Peppers. 
Fue parte de la séptima temporada de Last Comic Standing. También fue la voz del personaje "Cookie el Ogro" en Shrek Forever After. Fue Reg Mackworthy en la serie de HBO, Eastbound & Down. Además tuvo un papel en la aclamada serie Mr. Robot, interpretando a Ray Heyworth. En 2017 fue protagonista junto a Adam Scott en la serie Ghosted que fue cancelada.
Además actuó en las películas Knocked Up, This is the End, Pineapple Express, Fanboys, Daddy's Little Girls, Zack and Miri Make a Porno, Hot Tub Time Machine, Hot Tub Time Machine 2 y Miss March.